# Тумидайский, Казимеж
Казимеж Тумидайский (пол. Kazimierz Tumidajski) (28 февраля 1897, Радлув — 4 июля 1947, под Скопином, СССР) — полковник Войска Польского (посмертно генерал бригады), участник Польского Сопротивления (псевдонимы «Грабовский» и «Марчин»). Погиб в лагере для военнопленных.

## Биография
Родился в крестьянской семье. Получил образование в гимназии в Тарнуве. В начале Первой мировой войны ушёл из дома и вступил в 2-й польский легионерский полк, входивший в вооружённые силы Австро-Венгерской империи. В октябре 1917 года был интернирован, затем снова призван в императорскую армию, откуда дезертировал. С марта 1918 года на службе во вновь созданных вооружённых силах Польши.
После войны окончил курсы командиров, после чего находился на разных командных должностях. После начала Второй мировой войны находился в действующей армии, однако уже 9 сентября 1939 года часть Тумидайского была разгромлена, а он сам в гражданской одежде добрался до Тарнува.

## Партизанская деятельность
В начале 1940 года Тумидайский стал инспектором Союза вооруженной борьбы в Тарнуве, затем заместителем командующего Южной группы сопротивления с центром в Кракове. Весной 1941 года переехал в Люблин, где был назначен начальником штаба районного Люблинской Армии Крайовой.
В 1942 году встречался с Михалом Роля-Жимерским, который решил присоединиться к Сопротивлению. В том же году дети Казимежа Лешек и Ванда были арестованы гестапо. Лешек был расстрелян в 1943 году в Варшаве, а Ванда попала в концлагерь Равенсбрюк.
С 1 января 1943 года по 4 августа 1944 года Казимеж Тумидайский был командиром Люблинского округа Армии Крайовой. В 1944 году он организовал операцию «Буря» в районе Люблина. После ввода Советской Армии в Люблин, полковник Тумидайский встретился с генералом Зыгмунтом Берлингом, но не давал согласия на включение подчиненных частей в Народное Войско Польское.

## Арест, заключение и смерть
27 или 28 июля 1944 года Тумидайский был арестован НКВД и доставлен в Москву, где был заключён в Лефортовскую тюрьму. Затем был переведён в лагерь сперва в Харьков, затем в лагерь в Дягилеве под Рязанью.
В марте 1945 года Тумидайский должен был быть свидетелем в процессе генерала Леопольда Окулицкого, но из-за «плохой погоды» не был вызван в суд.
В 1947 году полковник стал лидером голодовки заключённых, после чего был направлен для принудительного лечения в тюремную больницу, где 4 июля 1947 года погиб. Был похоронен в безымянной могиле. Официально было объявлено, что смерть наступила из-за атеросклероза.

## Реабилитация

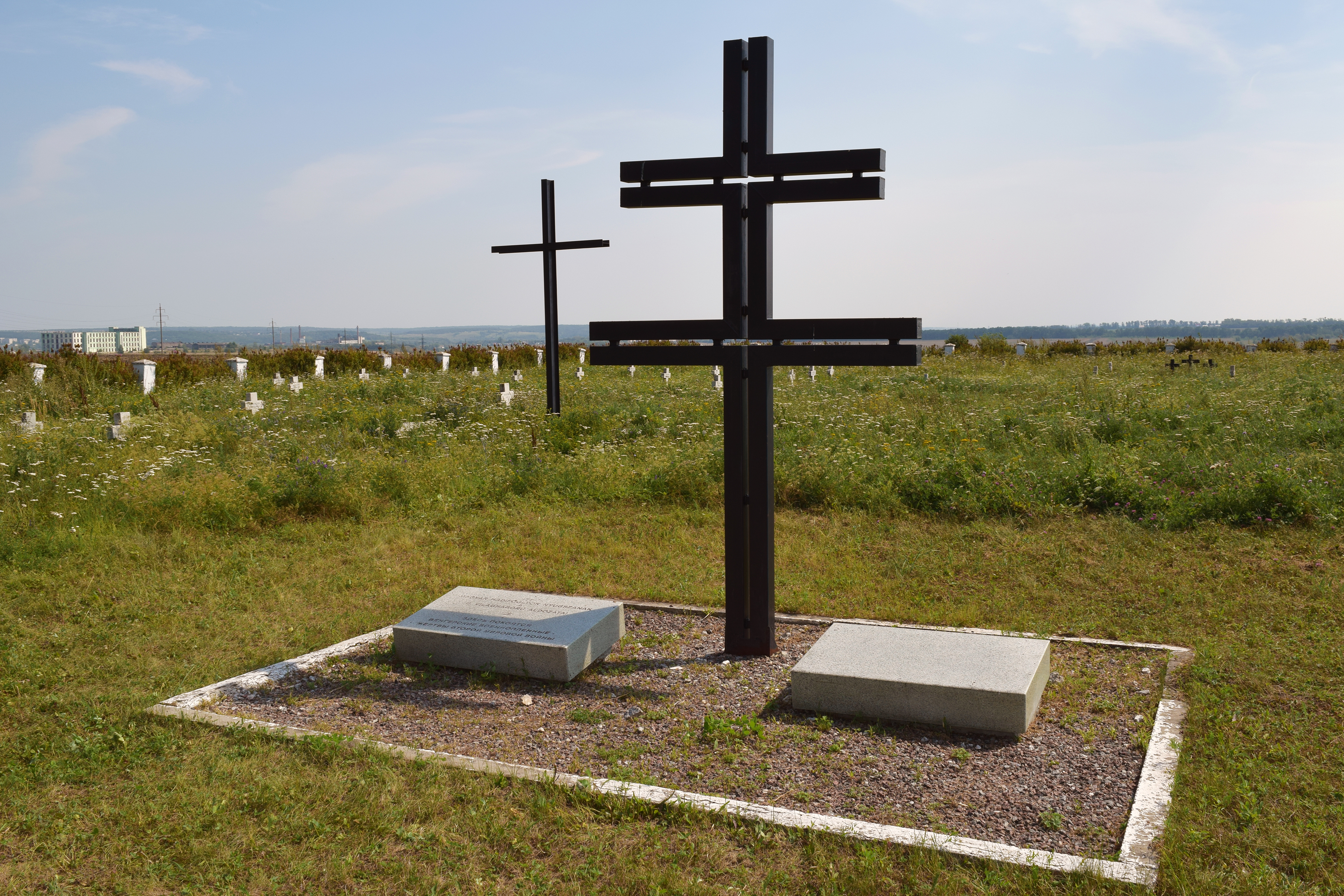
Кладбище спецгоспиталя НКВД №4791, г.Скопин (здесь были найдены останки Казимежа Тумидайского)

Дочь Тумидайского Ванда много лет пыталась найти могилу отца, однако это стало возможным только в 1991 году, когда при помощи рязанского отделения общества Мемориал было найдено место захоронения, затем проведена эксгумация, и останки полковника были перевезены в Польшу. 14 сентября 1991 года состоялось торжественное перезахоронение останков Тумидайского в Люблине на воинском участке кладбища на улице Липовой.
28 сентября 1994 года президент Польши Лех Валенса посмертно присвоил Казимежу Тумидайскому звание бригадного генерала.